# Граф Элгин
Граф Элгин  (англ. Earl of Elgin) — наследственный титул в системе Пэрства Шотландии. 
Титул был создан 21 июня 1633 года для Томаса Брюса, 3-го лорда Кинлосса (1599—1663). Позднее для него был создан титул барона Брюса из Уорлтона в системе Пэрства Шотландии 30 июля 1641 года. Его сын и преемник, Роберт Брюс (1627—1685), получил в 1664 году титул графа Эйлсбери, став пэром Англии. В 1747 году после смерти Чарльза Брюса, 4-го графа Элгина и 3-го графа Эйлсбери (1682—1747), титулы графа Эйлсбери и барона Брюса прервались, а титул графа Эгина перешел к Чарльзу Брюсу, 9-му графу Кинкардина (1732—1771). Титулы графов Элгина и Кинкардина стали объединенными. Наиболее известен 7-й граф Элгин (1766—1841), который собрал большую коллекцию древнегреческого искусства, известную под названием «Мраморы Элгина». В Дублине существуют дороги названные в честь графов Элгин — Элгин-роуд и Эйлсбери-роуд.
Графы Элгин и Кинкардин также носят титулы лорда Брюса из Кинлосса (создан в 1608), лорда Брюса из Торри (1647), барона Элгина из Элгина в Шотландии (1849). Первые два титулы являются Пэрствами Шотландии, а третий — Пэрство Соединённого королевства.
Титул лорда Кинлосса в 1747 году унаследовал Джеймс Бриджес, 3-й герцог Чандос (1731—1789), единственный сын Генри Бриджеса, 2-го герцога Чандоса, и Мэри Брюс (1710—1738), дочери Чарльза Брюса, 4-го графа Элгина и 3-го графа Эйлсбери. Через его дочь титул лорда Кинлосса перешел к герцогам Бекингем и Чандос.
Граф Элгин является потомственным вождем клана Брюс.
Фамильная резиденция — Брумхолл-хаус к юго-западу от города Данфермлин в Шотландии.

## Лорды Брюс из Кинлоссе (1608)
- 1608—1611: Эдвард Брюс, 1-й лорд Брюс из Кинлосса (1548 — 14 января 1611), сын сэра Эдварда Брюса из Блэрхолла (1505—1565);
- 1611—1613: Эдвард Брюс, 2-й лорд Брюс из Кинлосса (1594 — август 1613), старший сын предыдущего;
- 1613—1663: Томас Брюс, 3-й лорд Брюс из Кинлосса (2 февраля 1599 — 21 декабря 1663), второй сын 1-го лорда Брюса, граф Элгин с 1633 года.

## Графы Элгин (1633)
- 1633—1663: Томас Брюс, 1-й граф Элгин (2 февраля 1599 — 21 декабря 1663), второй сын Эдварда Брюса, 1-го лорда Брюса;
- 1663—1685: Роберт Брюс, 2-й граф Элгин, 1-й граф Эйлсбери (19 марта 1627 — 20 октября 1685), сын предыдущего;
  - Роберт Брюс (1652—1652), старший сын предыдущего;
  - Эдвард Брюс (1656—1662), второй сын 2-го графа Элгина;
- 1685—1741: Томас Брюс, 3-й граф Элгин, 2-й граф Эйлсбери (1656 — 16 декабря 1741), пятый сын 2-го графа Элгина;
  - Роберт Брюс, лорд Брюс (1679 — до 1741), старший сын предыдущего;
- 1741—1747: Чарльз Брюс, 4-й граф Элгин, 3-й граф Эйлсбери (29 мая 1682 — 10 февраля 1747), второй сын 3-го графа Элгина;
  - Роберт Брюс (ум. 1738), старший сын предыдущего;
- 1747—1771: Чарльз Брюс, 5-й граф Элгин, 9-й граф Кинкардин (6 июля 1732 — 14 мая 1771), старший сын предыдущего;
- 1771—1771: Уильям Брюс, 6-й граф Элгин, 10-й граф Кинкардин (28 января 1764 — 15 июля 1771), старший сын предыдущего;
- 1771—1841: Томас Брюс, 7-й граф Элгин, 11-й граф Кинкардин (20 июля 1766 — 14 ноября 1841) — второй сын 9-го графа Кинкардина;
- 1841—1863: Джеймс Брюс, 8-й граф Элгин, 12-й граф Кинкардин (20 июля 1811 — 20 ноября 1863), старший сын предыдущего от второго брака;
- 1863—1917: Виктор Александр Брюс, 9-й граф Элгин, 13-й граф Кинкардин (16 мая 1849 — 18 января 1917), старший сын предыдущего;
- 1917—1968: Эдвард Джеймс Брюс, 10-й граф Элгин, 14-й граф Кинкардин (8 июня 1881 — 27 ноября 1968), старший сын предыдущего;
- 1968 — настоящее время: Эндрю Дуглас Александер Томас Брюс, 11-й граф Элгин, 15-й граф Кинкардин (род. 17 февраля 1924), старший сын предыдущего;
  - Наследник: Чарльз Эдвард Брюс, лорд Брюс (род. 19 октября 1961), старший сын предыдущего;
    - Второй наследник: Джеймс Эндрю Чарльз Роберт Брюс, мастер Брюс (род. 16 ноября 1991), старший сын предыдущего.